# Даніела Штайнфельд
Даніела Штайнфельд (серб. кир.: Данијела Штајнфелд) — сербська акторка та режисерка. Вона здобула популярність у Сербії завдяки фільму «Івкова слава / Ивкова слава» 2005 року. Штайнфельд — двічі лауреат премії за найкращу жіночу роль.

## Біографія
Народилася у 1984 році в селі Руський Керестур в єврейсько — русинській родині. Здобула акторську майстерність у 2008 році на факультеті драматичного мистецтва в Белграді в класі професора Драгана Петровича. З нею навчалися Петар Бенчина, Єлена Петрович, Саня та Івана Попович, Неманья Оліверич, Мілена Предіч, Небойша Джорджевич, Владан Міліч і Жарко Степанов. Окрім сербської, вона вільно володіє англійською, івритом та бачвансько-русинською мовами.
Вона живе і працює в США, куди переїхала після того, як колега, з яким вона працювала над проєктом, вчинив сексуальне насильство над нею, як вона заявила в ЗМІ. Вона почала працювати як режисерка зі своїм дебютним фільмом «Тримай мене правильно» — документальної стрічки, яка зосереджується на сексуальному насильстві та його впливі на тих, хто його пережив. Прем'єра фільму «Тримай мене правильно» відбулася на кінофестивалі в Сараєво 18 серпня 2020 року. Кінострічка отримала широке визнання за те, що він розкриває тему розширення прав і можливостей.
Спочатку Штайнфельд не мала наміру ділитися своєю історією, а лише хотіла дати іншим людям можливість висловитися. Її історія була включена до фільму після того, як чорновий монтаж був завершений. «Тримай мене правильно» — це відображення шляху Штайнфельд, яка стала жертвою сексуального насильства та його наслідків. У цьому фільмі вона не лише висвітлила свою боротьбу, але й включила безпосередні свідчення інших жертв сексуального насильства, а також свідчення злочинців, а також хвильовий ефект трагедії, посилений культурою замовчування та байдужості до наслідків травми. 22 березня 2021 року стало відомо, що Штайнфельд звинуватила Браніслава Лечича, актора і колишнього міністра культури Сербії, як свого ґвалтівника. Але в червні того ж року суд відхилив звинувачення Даніели як неправдиве та необґрунтоване.
Штайнфельд також виступає зі стендапом у різних комедійних клубах Нью-Йорка.

## Вибрана фільмографія

### Телебачення
| рік      | Назва                      | роль          | Примітки           |
| -------- | -------------------------- | ------------- | ------------------ |
| 2005 рік | Івкова слава               | Маріола       | Серіал; 6 серій    |
| 2007 рік | Ono nase sto nekad bejase  | Ікіца         | Серіал; 7 епізодів |
| 2008 рік | Vratiće se rode            | Емануела      | Серіал; 7 епізодів |
| 2008-09  | Раньєні орао               | Донька        | Серіал; 9 серій    |
| 2015 рік | Аня Карманова: Євро шпигун | Аня Карманова |                    |

### Кіно
| Рік      | Назва                            | Роль    | Примітки                      |
| -------- | -------------------------------- | ------- | ----------------------------- |
| 2005 рік | Ми не ангели 2                   | Зорана  | Вказана як Даніела Штайнфельд |
| 2005 рік | Івкова слава                     | Маріола |                               |
| 2007 рік | Епоха незайманості               | Таня    | Короткий фільм                |
| 2009 рік | Раньєні орао                     | Донька  |                               |
| 2012 рік | Застелені ліжка та надіті светри | Бігун   | Короткий фільм                |
| 2013 рік | Джоан                            | Джоан   | Короткий фільм                |
| 2014 рік | Половина і половина              | Едем    | Короткий фільм                |
| 2015 рік | Лише готівка                     | Блерта  |                               |

## Театр
| №  | Ім'я                          | Роль                   | Режисер/Місце проведення                                  |
| -- | ----------------------------- | ---------------------- | --------------------------------------------------------- |
| 1  | Омана, маска смертності       | Єлизавета (ведуча)     | Ніл Патрік Гарріс, Луїзіана                               |
| 2  | РікХардт                      | Кейт (ведуча)          | Джон Доннеллі, Ансамбль HB, Нью-Йорк                      |
| 3  | Одержимі                      | Ліза (ведуча)          | Ф. М. Достоєвського, Національний театр Сербії            |
| 4  | Ангели в Америці              | Ангел (підтримує)      | Тоні Кушнер, Белградський драматичний театр               |
| 5  | Амадей                        | Констанція (лідер)     | Пітер Шаффер, Белградський драматичний театр              |
| 6  | Тартюф                        | Маріанна (допоміжний)  | Югославський драматичний театр                            |
| 7  | Фредерік або бульвар злочинів | Береніс (головна)      | Е. Шмітт, Белградський драматичний театр                  |
| 8  | Маленька русалка              | Русалонька (головна)   | Людмила Разумовська, Театр Бошко Буги                     |
| 9  | Місяць у полум'ї              | Мілена Баріллі (лідер) | Саня Домазет, Белградський драматичний театр              |
| 10 | Щоденна команда               | Катерина (ведуча)      | Володимир Джурджевич, Белградський драматичний театр      |
| 11 | Пів ціни                      | Саня (ведуча)          | Стеван Копрвіца, Белградський драматичний театр           |
| 12 | молоко                        | Наташа (підтримує)     | Василіс Кациконуріс, Белградський драматичний театр       |
| 13 | Миттєве статеве виховання     | Дача (лід)             | Dj. Мілосавлєвича, Театр Бошко Буги                       |
| 14 | Дисгармонія                   | Лена (ведуча)          | Саня Домазет, Белградський драматичний театр              |
| 15 | Любов і т. д.                 | Елі (ведучий)          | адаптація Джуліана Барнса, Белградський драматичний театр |

## Нагороди
- Найкраща актриса Белградського драматичного театру за роль Олени у виставі «Дисгармонія»
- Найкраща актриса Сербського національного драматичного фестивалю «Йоаким Вуїч» за роль Мілени Павлович Барілі у фільмі «Месець у Пламену»

## Особисте життя
Штайнфельд живе і працює в Нью-Йорку.